# Alexandre Hepp
Charles Émile Frédéric Alexandre Hepp, né le 14 avril 1857 à Sarre-Union et mort le 30 octobre 1924 dans le 8e arrondissement de Paris, est un romancier, journaliste et critique dramatique français.

## Biographie
Avec Henry Céard, Guy de Maupassant, Joris-Karl Huysmans et Paul Alexis, il fut l'un des disciples d'Émile Zola. Il collabora à de nombreux journaux, parmi lesquels Le Gaulois, L'Événement, L'Écho de Paris, Gil Blas, Le Voltaire, Le Matin et Le Figaro. Nombre de ses chroniques furent réunies et publiées en volume.
Alexandre Hepp était officier de la Légion d'honneur.

## Publications
- Les Errantes, roman (1878)
- Histoire de Ruy-Blas, avec Clément Clament (1879)
- Les Étrangleurs de la tour Malakoff (1881)
- L'Amie de Mme Alice (1882)
- Paris patraque (1884)
- Paris tout nu (1885)
- Les Anges parisiens (1886)
- L'Épuisé, roman (1888)
- Chaos, roman contemporain (1890. Également publié sous forme de roman-feuilleton dans Le Figaro du 25 février 1890 au 29 mars 1890)
- Cœurs pharisiens (1897)
- Les Quotidiennes (2 volumes, 1898-1899) Texte en ligne 1 2
- Le Lait d'une autre (1891)
- Minutes d'Orient, propos de cour et paysages (1895)
- Cœur d'amant, roman contemporain (1901)
- Ciel de Russie (1901)
- La Coupe empoisonnée (1901)
- L'Audacieux pardon (1906)
- Ferdinand de Bulgarie intime (1910)
- L'Affreuse étreinte, roman (1913)
- La Valise bouclée (1914)
- Les Cœurs embellis, 1914-1915 (1916) Texte en ligne
- Les Cœurs armés. 1916 (1917)
- Les Cœurs victorieux, 1917-1918 (1919)